# Salticus scitulus
Salticus scitulus là một loài nhện trong họ Salticidae.
Loài này thuộc chi Salticus. Salticus scitulus được Eugène Simon miêu tả năm 1868.